# Ryder Cup 2006
Navigation
2004 2008
La 36e édition de la Ryder Cup a eu lieu du 22 septembre au 24 septembre 2006 sur le golf du Kildare Hotel and Golf Club à Kildare en Irlande. Elle a été remportée 18½ à 9½ par l'équipe européenne.

## Le parcours
Le parcours du Kildare Hotel and Golf Club (en) de Kildare ("The K Club" en abrégé) lors de  cette Ryder Cup, est un par 72 (35 à l'aller, 37 au retour) pour une longueur totale de 7 335 yards.
| Aller | Aller | Aller            | Retour | Retour | Retour           |
| N°    | Par   | Distance (yards) | N°     | Par    | Distance (yards) |
| ----- | ----- | ---------------- | ------ | ------ | ---------------- |
| 1     | 4     | 418              | 10     | 5      | 584              |
| 2     | 4     | 413              | 11     | 4      | 415              |
| 3     | 3     | 170              | 12     | 3      | 182              |
| 4     | 5     | 568              | 13     | 4      | 428              |
| 5     | 4     | 440              | 14     | 3      | 213              |
| 6     | 4     | 478              | 15     | 4      | 446              |
| 7     | 4     | 430              | 16     | 5      | 555              |
| 8     | 3     | 173              | 17     | 4      | 424              |
| 9     | 4     | 461              | 18     | 5      | 537              |
| Aller | 35    | 3 551            | Retour | 37     | 3 784            |

## Les équipes
Le 20 août pour les États-Unis et le 3 septembre pour l'Europe, les listes de joueurs (10 par équipe) ont été connues après les choix par les deux capitaines des deux Wild Card qui accompagnent les huit joueurs déterminés par le classement à l'ordre du mérite.
| Europe              | Europe                              | États-Unis           | États-Unis                          |
| ------------------- | ----------------------------------- | -------------------- | ----------------------------------- |
|                     |                                     |                      |                                     |
| Capitaines          |                                     |                      |                                     |
| Ian Woosnam         | Ian Woosnam                         | Tom Lehman           | Tom Lehman                          |
| Joueur              | Note                                | Joueur               | Note                                |
| Paul Casey          | 2e participation                    | Chad Campbell        | 2e participation                    |
| Darren Clarke       | Choix du capitaine 5e participation | Stewart Cink         | Choix du capitaine 3e participation |
| Luke Donald         | 2e participation                    | Chris DiMarco        | 2e participation                    |
| Sergio García       | 4e participation                    | Jim Furyk            | 5e participation                    |
| Padraig Harrington  | 4e participation                    | J.J. Henry (en)      | débutant                            |
| David Howell        | 2e participation                    | Zach Johnson         | débutant                            |
| Robert Karlsson     | débutant                            | Phil Mickelson       | 6e participation                    |
| Paul McGinley       | 3e participation                    | Vaughn Taylor        | débutant                            |
| Colin Montgomerie   | 8e participation                    | David Toms           | 3e participation                    |
| José Maria Olazábal | 7e participation                    | Scott Verplank       | Choix du capitaine 2e participation |
| Henrik Stenson      | débutant                            | Tiger Woods          | 5e participation                    |
| Lee Westwood        | Choix du capitaine 5e participation | Brett Wetterich (en) | débutant                            |

## La compétition

### Première journée
Vendredi 22 septembre 2006 - Matin
| Europe                               | Résultats         | États-Unis                      |
| ------------------------------------ | ----------------- | ------------------------------- |
| Padraig Harrington Colin Montgomerie | États-Unis : 1 up | Jim Furyk Tiger Woods           |
| Paul Casey Robert Karlsson           | Égalité           | Stewart Cink J.J. Henry (en)    |
| Sergio García Jose Maria Olazabal    | Europe : 3 et 2   | David Toms Brett Wetterich (en) |
| Darren Clarke Lee Westwood           | Europe : 1 up     | Chris DiMarco Phil Mickelson    |
| 2½                                   | Session           | 1½                              |
| 2½                                   | Au général        | 1½                              |

Vendredi 22 septembre 2006 - Après-midi
| Europe                           | Résultats     | États-Unis                   |
| -------------------------------- | ------------- | ---------------------------- |
| Padraig Harrington Paul McGinley | Égalité       | Chad Campbell Zach Johnson   |
| David Howell Henrik Stenson      | Égalité       | Stewart Cink David Toms      |
| Colin Montgomerie Lee Westwood   | Égalité       | Chris DiMarco Phil Mickelson |
| Luke Donald Sergio García        | Europe : 2 up | Jim Furyk Tiger Woods        |
| 2½                               | Session       | 1½                           |
| 5                                | Au général    | 3                            |

### Deuxième journée
Samedi 23 septembre 2006 - Matin
| Europe                            | Résultats           | États-Unis                   |
| --------------------------------- | ------------------- | ---------------------------- |
| Paul Casey Robert Karlsson        | Égalité             | Stewart Cink J.J. Henry (en) |
| Sergio García Jose Maria Olazabal | Europe : 3 et 2     | Chris DiMarco Phil Mickelson |
| Darren Clark Lee Westwood         | Europe : 3 et 2     | Jim Furyk Tiger Woods        |
| Padraig Harrington Henrik Stenson | États-Unis : 2 et 1 | Zach Johnson Scott Verplank  |
| 2½                                | Session             | 1½                           |
| 7½                                | Au général          | 4½                           |

Samedi 23 septembre 2006 - Après-midi
| Europe                           | Résultats           | États-Unis                  |
| -------------------------------- | ------------------- | --------------------------- |
| Luke Donald Sergio García        | Europe : 2 et 1     | Phil Mickelson David Toms   |
| Colin Montgomerie Lee Westwood   | Égalité             | Chad Campbell Vaughn Taylor |
| Paul Casey David Howell          | Europe : 5 et 4     | Stewart Cink Zach Johnson   |
| Padraig Harrington Paul McGinley | États-Unis : 3 et 2 | Jim Furyk Tiger Woods       |
| 2½                               | Session             | 1½                          |
| 10                               | Au général          | 6                           |

### Troisième journée
Dimanche 24 septembre 2006 - Après-midi
| Europe              | Résultats           | États-Unis           |
| ------------------- | ------------------- | -------------------- |
| Colin Montgomerie   | Europe : 1 up       | David Toms           |
| Sergio García       | États-Unis : 4 et 3 | Stewart Cink         |
| Paul Casey          | Europe : 2 et 1     | Jim Furyk            |
| Robert Karlsson     | États-Unis : 3 et 2 | Tiger Woods          |
| Luke Donald         | Europe : 2 et 1     | Chad Campbell        |
| Paul McGinley       | Égalité             | J.J. Henry (en)      |
| Darren Clarke       | Europe : 3 et 2     | Zach Johnson         |
| Henrik Stenson      | Europe : 4 et 3     | Vaughn Taylor        |
| David Howell        | Europe : 5 et 4     | Brett Wetterich (en) |
| Jose Maria Olazabal | Europe : 2 et 1     | Phil Mickelson       |
| Lee Westwood        | Europe : 2 up       | Chris DiMarco        |
| Padraig Harrington  | États-Unis : 4 et 3 | Scott Verplank       |
| 8½                  | Session             | 3½                   |
| 18½                 | Au général          | 9½                   |